# Franz Trentel

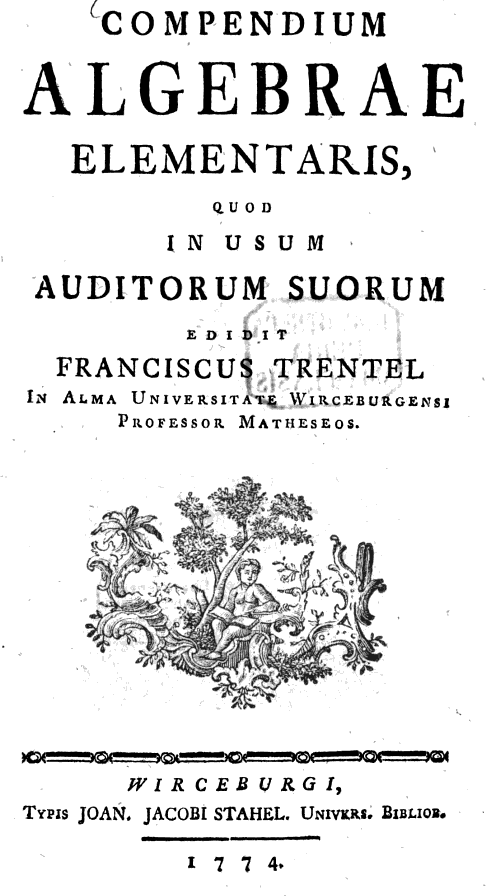
Titelblatt von Franz Trentels "Compendium Algebrae Elementaris", 1774

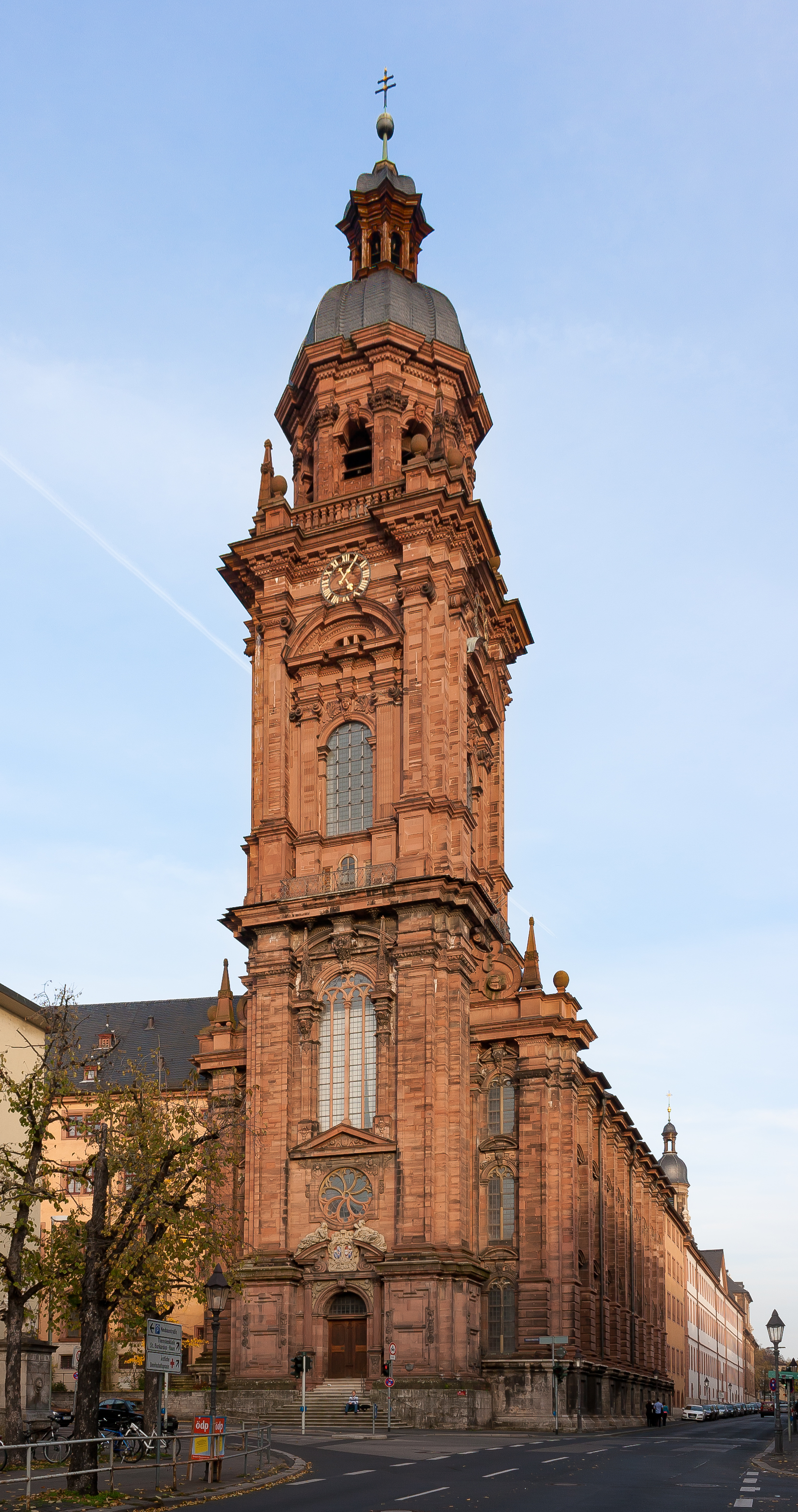
Turm der „Neubaukirche“ Würzburg, auf dem Franz Trentel die Sternwarte leitete.

Franz Trentel, eigentlich Franz Xaver Trentel (* 1. Februar 1730 in Neustadt an der Weinstraße, Rheinpfalz; † 29. Januar 1804 in Würzburg) war ein Jesuitenpater, Mathematikprofessor und Astronom. 

## Leben und Wirken
Franz Trentel wurde im pfälzischen Neustadt an der Haardt (heute Neustadt an der Weinstraße) geboren. Dort betreuten die Jesuiten seit 1700 im Auftrag des Pfälzer Kurfürsten die katholische Pfarrgemeinde der Liebfrauen-Stiftskirche und besaßen eine Niederlassung mit Lateinschule bzw. Kolleg. 
16-jährig trat Trentel am 27. September 1746 in den Jesuitenorden ein und erhielt 1753 die Priesterweihe. Danach war er tätig an den Jesuitenkollegien zu Molsheim, Baden und Würzburg, unterrichtete biblische Theologie und Hebräisch an der Mainzer, dann Mathematik an der Heidelberger Hochschule. In den Jahren 1763 bis 1765 lehrte er Physik, Ethik und Metaphysik an der Universität Würzburg. Gleichzeitig musste er bereits ab 1763 den damals schon recht berühmten Franz Huberti als Professor der Mathematik vertreten, damit dieser sich verstärkt der Astronomie widmen konnte. Trentels Eintritt in den Lehrkörper der Hochschule ist im dortigen Matrikelbuch am 12. März 1763, unter der Nr. 19411 vermerkt. 
In den Jahren 1771/72 wechselte Franz Trentel nach Wien, um sich bei Pater Maximilian Hell, dem Leiter der dortigen Sternwarte, in Astronomie ausbilden zu lassen. 1773 berief man Trentel in Würzburg auf die neu geschaffene, außerordentliche Professur für Mathematik und Astronomie. Er erhielt den Titel „Professor adjunctus“; zugleich musste er wieder Huberti vertreten, der gerade auf Anweisung des Fürstbischofs einheitliche Fruchtmaße entwarf. 1775 stellte man Pater Trentel gleichberechtigt neben Professor Huberti an. Nach dessen Tod, im Jahre 1789 übernahm Franz Trentel auch die Leitung der Würzburger Sternwarte auf dem Turm der Neubaukirche, welche zur Universität gehörte.   
1792 entpflichtete man den Pfälzer Jesuiten, mit 62 Jahren, krankheitshalber von seinem Amt. Die mathematischen Vorlesungen übernahm sein ehemaliger Schüler Michael Anton Schwab. Seine Lehrtätigkeit führte Trentel aber bis 1803 fort. 
Laut seinem Nachruf in Samuel Baurs Allgemeines historisch-biographisch-literarisches Handwörterbuch aller merkwürdigen Personen, die in dem ersten Jahrzehend des neunzehenten Jahrhunderts gestorben sind (1816), sei Franz Trentels Unterricht „fasslich, einnehmend und sanft“ gewesen, außerdem sei er wegen seines „sanften und tugendhaften Charakters“ von allen geschätzt gewesen, die ihn kannten.

## Werke
Franz Trentels schriftliche Hauptwerke waren die Lehrbücher:
- Compendium Algebrae Elementaris (1774),[3]
- Compendium Geometriae Elementaris (1775) (Digitalisat),
- Compendium Sectionum Conicarum (1778) (Digitalisat).

Sie wurden über 30 Jahre lang benutzt und besonders das Compendium Algebrae Elementaris erlebte auch später mehrfach Neuauflagen und Nachdrucke, bis in unsere Tage. Letztmals erschien ein Reprint davon 2009, ISBN 1-120-27308-0.